# Alexis-Henri-Marie Lépicier
Pour les articles homonymes, voir Lépicier.
Alexis-Henri-Marie Lépicier, né le 28 février 1863 à Vaucouleurs, dans le département de la Meuse, et mort le 20 mai 1936 à Rome, est un homme d'Église français de la fin du XIXe et du début du XXe siècle, qui fut évêque puis cardinal, et servit, à la fin de sa vie, au sein de la Curie romaine. Il suivit presque toute sa carrière à Rome.

## Biographie
Alexis-Henri-Marie Lépicier entra dans l'Ordre des Servites de Marie en 1878 à Londres et y fut ordonné prêtre en 1885, après avoir poursuivi ses études au séminaire Saint-Sulpice de Paris et au collège Urbano De Propaganda Fide à Rome (aujourd'hui université pontificale urbanienne). Il fut maître des novices de son ordre de 1890 à 1892, puis enseigna au collège Saint-Alexis-Falconieri (Sant'Alessio Falconieri), séminaire international de son ordre, de 1892 à 1913. Il fut prieur général de l'Ordre des Servites de Marie de 1913 à 1920 (le deuxième non italien). En 1912-1913, Pie X l'envoya comme visiteur apostolique en Écosse.
En 1924, il fut ordonné évêque in partibus de Tarse et nommé officiel de la Congrégation de la propagation de la foi, visiteur apostolique dans les Indes orientales.
En 1927, il fut créé cardinal par Pie XI. De 1928 à 1935, il fut préfet de la Congrégation des réguliers.